# Westchester (Illinois)
Westchester è un comune degli Stati Uniti d'America, situato nell'Illinois, nella contea di Cook. Si trova nell'area metropolitana a ovest di Chicago.
Qua è nata l'attrice Kathryn Hahn.